# Gilia minor
Gilia minor är en blågullsväxtart som beskrevs av A. och V. Grant. Gilia minor ingår i släktet gilior, och familjen blågullsväxter. Inga underarter finns listade i Catalogue of Life.